# Kemi Badenoch
Kemi Badenoch (London, 1980. január 2. –) brit konzervatív politikus, képviselő, miniszter, 2024-től a Konzervatív Párt vezetője.

## Élete
Olukemi Olufunto Adegoke néven született Nigériából bevándorolt, a joruba törzsbe tartozó szülők gyerekeként Londonban, Wimbledon városrészben. Apja orvos, anyja fiziológusprofesszor. Szüleivel kiskorában visszaköltözött Nigériába, Lagosba, ott nőtt fel, és csak tizenhat évesen költözött újra a szigetországba. 2003-ig a Sussexi Egyetemen tanult. 2005-ben, 25 évesen lett a Konzervatív Párt tagja. 2017-től képviselő a brit parlamentben North West Essex (korábbi Saffron Walden) választókerület képviselőjeként. 2019 júliusából Boris Johnson kormányában családügyekért felelős parlamenti államtitkár, 2020 februárjától egyenlőségügyi miniszter, 2021 szeptemberétől helyi önkormányzatokért felelős miniszter. Liz Truss kormányában nemzetközi kereskedelemért felelős miniszter, Rishi Sunak kormányában kereskedelmi miniszter. 2024 novemberében az ellenzékben lévő Konzervatív Párt elnökének választották Robert Jenrick volt bevándorlásügyi miniszterrel szemben.

## Fordítás
Ez a szócikk részben vagy egészben  a   Kemi Badenoch című német Wikipédia-szócikk fordításán alapul.  Az eredeti cikk szerkesztőit annak laptörténete sorolja fel. Ez a jelzés csupán a megfogalmazás eredetét és a szerzői jogokat jelzi, nem szolgál a cikkben szereplő információk forrásmegjelöléseként.